# Klavierduo

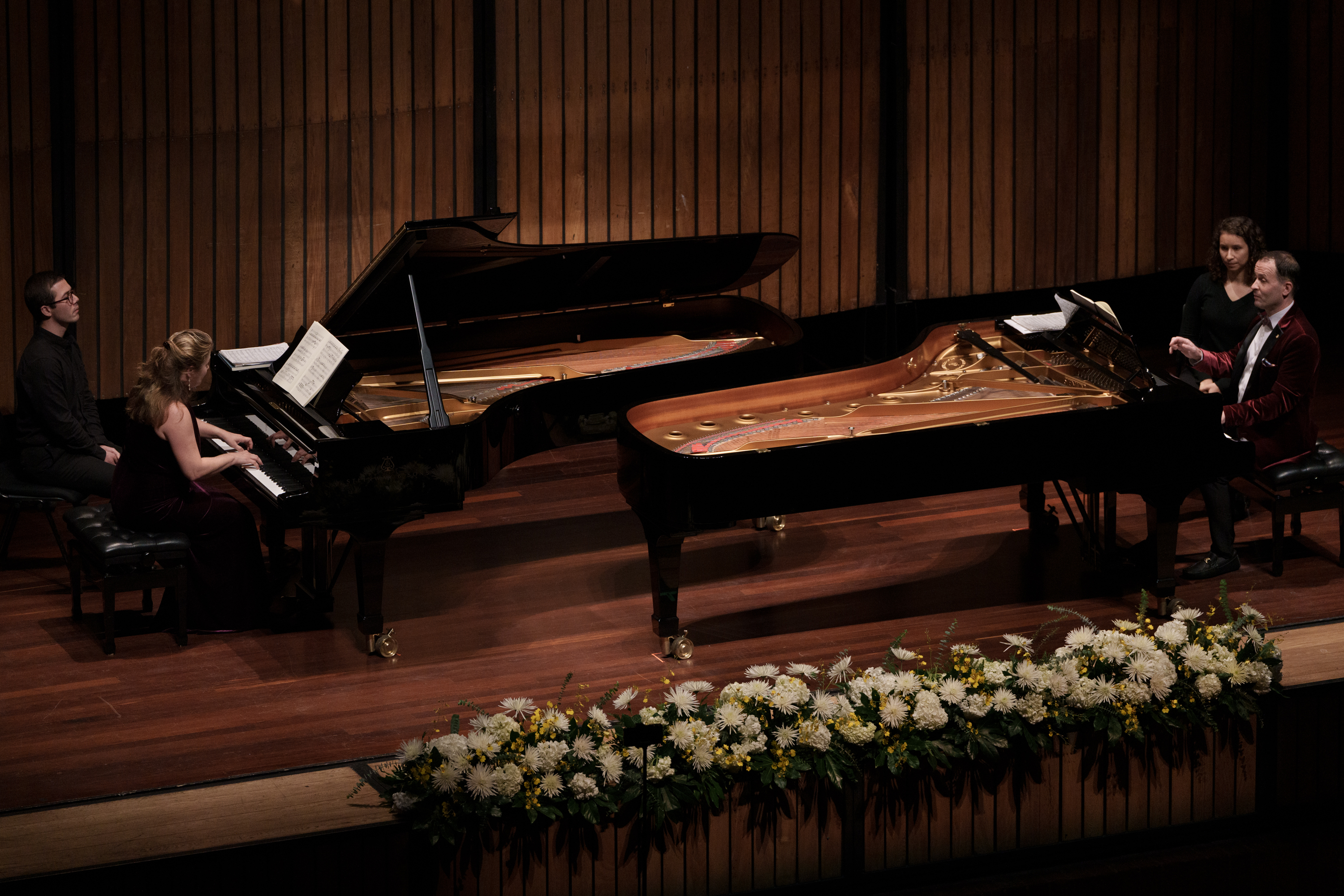
US-amerikanisches Klavierduo The Latsos Piano Duo

Klavierduo ist die Bezeichnung für zwei Pianisten an einem oder zwei Klavieren.

## Geschichte
Seit dem 17. Jahrhundert bezeichneten Komponisten sowohl ihre vokalen als auch ihre unterschiedlich zu besetzenden instrumentalen Stücke als Duett oder als Duo, sofern diese von 2 Sängern oder von 2 Instrumentalisten zu interpretieren waren. Kompositionen für zwei Cembali bzw., später, Klaviere oder Klavier zu vier Händen wurden ebenfalls häufig Duo genannt. Im 19. und 20. Jahrhundert nahm die Zahl der Stücke noch zu, die für 2 Klaviere, mit und ohne Begleitinstrumente, oder für Klavier vierhändig komponiert wurden.
Die Bezeichnung Klavierduo im heutigen Sprachgebrauch hingegen bezieht sich nicht auf die Form der Komposition, sondern auf das aus zwei Pianisten bestehende Interpreten-Ensemble. Hier besteht sprachlich ein Unterschied etwa zum Klaviertrio, bei dem sowohl die Komposition gemeint sein kann als auch das aus 3 Musikern bestehende Ensemble.
Das Repertoire mit Originalkompositionen für 2 Pianisten ist nicht sehr umfangreich. So ist es nicht verwunderlich, dass in großer Zahl auch Kompositionen für andere Besetzungen, kammermusikalisch oder orchestral, in der Bearbeitung für 2 Klaviere oder Klavier vierhändig gern und sehr erfolgreich in die Konzertprogramme heutiger Klavierduos aufgenommen werden.
Das Zusammenspiel zweier Pianisten ist technisch äußerst heikel. Es erfordert eine bis ins kleinste Detail präzise Übereinstimmung der Spielabläufe, die im Allgemeinen erst nach längerer Zeit gemeinsamen Musizierens erzielt werden kann. Häufig haben sich deshalb Geschwister, auch Ehepaare, zum langfristig gemeinsamen Spiel zusammengefunden.
Der weltweite erste und einzige Lehrstuhl für Klavierduo wurde 2012 an der hmt – Hochschule für Musik und Theater Rostock eingerichtet, besetzt seit 1. November 2012 mit Hans-Peter Stenzl und dessen Bruder Volker Stenzl. Die Professur ist seit 2018 unbefristet und wird aus privaten Stiftungsmitteln finanziert.

## Originalkompositionen

### Für zwei Klaviere
- John Adams:
  - Hallelujah Junction (1996)
- Anton Arensky:
  - 4 Suiten für zwei Klaviere, op. 15, op. 23, op. 33, op. 62
- Leonard Bernstein
  - Music for Two Pianos (1937)
- Claude Bolling:
  - Sonata for two Pianists No. 1 c-Moll, 5 Sätze (1989)
  - Sonata for two Pianists No. 2 gis-moll, 10 Sätze (1989)
- Pierre Boulez:
  - Structures. Livre I (1952)
  - Structures. Livre II (1956–61)
- Johannes Brahms:
  - Variationen über ein Thema von Haydn op. 56b
  - Sonate f-moll op. 34 bis
- Mia Brentano:
  - Mia Brentano’s Hidden Sea: 20 Songs for 2 Pianos (2018)
  - Mia Brentano’s Summerhouse: New Music for 2 Pianos (2021)
- Thomas Buchholz:
  - domino per due pianoforti (1992)
  - Phantom (Hommage a R.W.) (1993)
- Frédéric Chopin:
  - Rondeau C-Dur op. 73
- Claude Debussy:
  - Lindaraja (1901)
  - En blanc et noir (1915)
- Eduard Franck:
  - Duo op. 46 (1882)
- Alexander Glasunow:
  - Fantasie op. 104
- Reinhold Glière:
  - Sechs Stücke op. 41 (1909)
  - 24 Stücke op. 61 (1912)
- Friedrich Goldmann:
  - Studie für zwei Klaviere (2001)
- Percy Aldridge Grainger:
  - Country Gardens (für zwei Klaviere zu 8 Händen)
  - Random Round (für zwei Klaviere zu 10 Händen)
- Jürg Hanselmann:
  - Sonate für zwei Klaviere (2008)
  - Toccata für zwei Klaviere (2013)
- Anton Heiller:
  - Toccata für zwei Klaviere (1943)
- Nikolai Kapustin:
  - Paraphrase on Dizzy Gillespie’s „Manteca“ op. 129
- György Ligeti:
  - Drei Stücke (1976)
- Franz Liszt:
  - Concerto pathétique (1856)
- Witold Lutosławski:
  - Variationen über ein Thema von Paganini (1941)
- Bohuslav Martinů:
  - La Fantaisie, H.180
  - Three Czech Dances, H.324
  - Impromtu, H.359
- Colin McPhee
  - Balinese Ceremonial Music (1934)
- Nikolai Medtner
  - Russian Round Dance op. 58 Nr. 1 (1940)
  - Knight-Errant op. 58 Nr. 2 (ca. 1940/45)
- Olivier Messiaen:
  - Visions de l’Amen (1943)
- Krzysztof Meyer:
  - Impromptu multicolore (2000)
- Darius Milhaud
  - Scaramouche (1936)
- Meredith Monk
  - Acts from under and above Ellis Island (1986)
  - Parlour Games (1988)
  - Phantom Waltz (1994)
- Ignaz Moscheles
  - Hommage à Händel. Grand Duo G-Dur op. 92 (1835)
- Wolfgang Amadeus Mozart:
  - Fuge c-Moll KV 426
  - Sonate D-Dur KV 448
- Claus Ogerman
  - Musica per due pianoforte (1986)
- Francis Poulenc:
  - Sonate (1953)
- Sergej Rachmaninow:
  - Russische Rhapsodie e-Moll (1891)
  - Suite Nr. 1 „Fantaisie-Tableaux“ g-Moll op. 5 (1893)
  - Suite Nr. 2 op. 17 (1901)
  - Sinfonische Tänze op. 45 (1940)
- Maurice Ravel:
  - La Valse (1920/21)
  - Introduction et Allegro (1905/06; Bearbeitung des gleichnamigen Werks für Harfe, Streichquartett, Flöte und Klarinette)
- Max Reger:
  - Variationen und Fuge über ein Thema von Beethoven op. 86 (1904)
  - Introduktion, Passacaglia und Fuge op. 96 (1906)
- Ernst Rudorff
  - Variationen E-Dur op. 1, gewidmet „Frau Dr. Clara Schumann in innigster Verehrung“ – Leipzig: Breitkopf & Härtel 1863 – Uraufführung am 1. Februar 1866 in Wien mit Clara Schumann und Julie von Asten[2]
- Camille Saint-Saëns
  - Variationen über ein Thema von Beethoven op. 35 (1874)
  - König Harald Harfagar
  - Minuet et Gavotte op. 65
  - Polonaise op. 77
  - Scherzo op. 87
  - Caprice Arabe op. 96
  - Caprice héroique op. 106
  - Sur les bords du Nil op. 125
- Josef Schelb:
  - Tanzsuite für 2 Klaviere nach dem Ballett Notturo (1941)
  - Partita ritmica für 2 Klaviere (1951)
- Dmitri Schostakowitsch:
  - Suite f-Moll op. 6 (1922)
  - Concertino op. 94 (1953)
  - Tarantella G-Dur (1963)
- Robert Schumann:
  - Andante und Variationen B-Dur op. 46
- Salvatore Sciarrino
  - Sonata (1966)
- Alexander Skrjabin:
  - Fantasie a-moll op. posth. (1889)
- Stephen Sondheim
  - Concertino for Two Pianos (1949)
- Karlheinz Stockhausen:
  - MANTRA für zwei ringmodulierte Klaviere (und Klangregisseur) (1970)
- Igor Strawinski:
  - Concerto (1931–1935)
  - Sonate (1943/44)
- Peter Tschaikowski:
  - Nussknacker-Suite, bearbeitet von Nicolas Economou
- Alexander Tscherepnin:
  - Rondo op. 87a
- Bernd Alois Zimmermann:
  - Perspektiven, Monologe

### Für Klavier zu vier Händen
- Anton Arensky:
  - Kindersuite op. 65
- Ludwig van Beethoven:

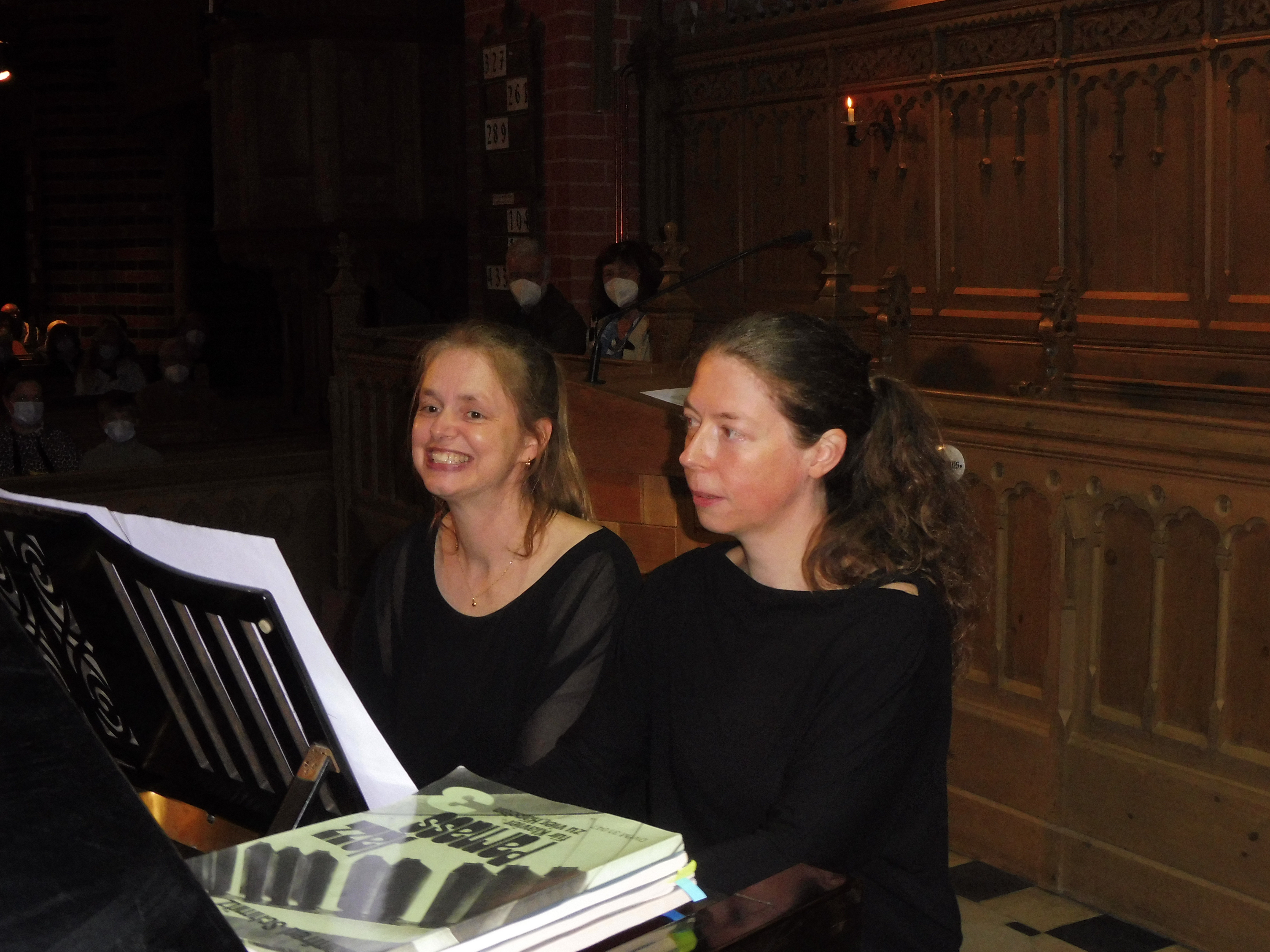
Vierhändige „Tastentänze“ in Plau

  - Acht Variationen über ein Thema des Grafen Waldstein WoO 67 (1790/92)
  - Sonate D-Dur op. 6 (1796/97)
  - Drei Märsche op. 45 (1803)
  - Große Fuge B-Dur op. 134 (1826, Klavierfassung der Großen Fuge op. 133 für Streichquartett)
- Georges Bizet:
  - Jeux d'enfants op. 22 (1871)
- Johannes Brahms:
  - Walzer op. 39 (eigene Bearbeitung der zweihändigen Fassung, Eduard Hanslick gewidmet, Erstaufführung von Brahms und Johann von Mikulicz)
  - Ungarische Tänze WoO 1
- Carl Czerny (Auswahl):
  - Brilliant Grand Sonata c-Moll op. 10
  - 2 Brilliant Sonatinas op. 50
  - Brilliant and Characteristic Overture b-Moll op. 54
- Claude Debussy
  - Petite Suite (1889)
  - Marche écossaise (1891)
  - Six épigraphes antiques (1914)
- Antonín Dvořák:
  - Slawische Tänze op. 46 (1878)
  - Drei Legenden op. 59 (1880/81)
  - Slawische Tänze op. 72 (1886)
- Jürg Hanselmann:
  - Sonate für Klavier zu vier Händen (2015)
- Darius Milhaud
  - Le bœuf sur le toît (1919)
- Ignaz Moscheles
  - Grande Sonate Es-Dur op. 47 (1819)
  - Hommage à Weber. Grand Duo sur les Motifs d’Euryanthe et d’Oberon Es-Dur op. 102 (1842)
- Wolfgang Amadeus Mozart:
  - Sonate G-Dur KV 357
  - Sonate B-Dur KV 358
  - Sonate D-Dur KV 381
  - Sonate F-Dur KV 497
  - Sonate C-Dur KV 521
- Francis Poulenc:
  - Sonate (1918, revidiert 1939)
- Maurice Ravel:
  - Rhapsodie Espagnole (1907)
  - Ma mère l’oye (1908/10)
- Sergei Rachmaninow:
  - Six Morceaux op. 11
  - Polka Italienne (1906)
  - Romanze G-Dur (1893)
- Josef Schelb
  - Kleine Sonate für Klavier zu vier Händen (1940)
- Franz Schubert (Auswahl):
  - Trois Marches Militaires op. 51 D 733 (1818)
  - Sonate C-Dur „Grand Duo“ op. post. 140 D 812 (1824)
  - Divertissement à la Hongroise g-Moll op. 54 D 818 (1824)
  - Fantasie f-moll op. 103 D 940 (1828)
  - Grand Rondeau A-Dur op. 107
  - Deux Marches caractéristiques op. 121
  - Allegro a-Moll „Lebensstürme“ op. post. 144 D 947 (1828)
- Igor Strawinski:
  - Cinq pièces faciles für Klavier vierhändig (1916)
  - Le Sacre du Printemps (für Klavier zu 4 Händen, auch für zwei Klaviere)

### Für Klavier zu vier Händen und Orchester
- Carl Czerny: Konzert für Klavier zu vier Händen und Orchester, C-Dur op. 153 (1831)

### Für zwei Klaviere und Orchester
- Carl Philipp Emanuel Bach: Konzert für Cembalo, Klavier und Orchester in Es-Dur
- Johann Sebastian Bach: Konzert für 2 Cembali C-Dur BWV 1061
- Béla Bartók: Sonate für 2 Klaviere und Schlagzeug (1937; auch mit Orchester)
- Jürg Hanselmann:
  - Dies Irae Variationen für zwei Klaviere und Orchester (2005)
  - Konzert für zwei Klaviere und Orchester (2016)
- Nikolai Kapustin: Konzert für zwei Klaviere und Percussion
- Bohuslav Martinů: Konzert für zwei Klaviere und Orchester, H.292
- Felix Mendelssohn Bartholdy: 2 Doppelkonzerte für 2 Klaviere, MWV O 5 (E-Dur, 1823) und O 6 (As-Dur, 1824)
- Wolfgang Amadeus Mozart: Konzert für zwei Klaviere Es-Dur KV 365
- Lior Navok: „Die kleine Meerjungfrau“ (Nach Andersen) für Erzähler, zwei Klaviere und Orchester (2007)
- Francis Poulenc: Konzert für zwei Klaviere und Orchester d-Moll FP61 (1932)
- Ralph Vaughan Williams: Konzert für zwei Klaviere und Orchester C-Dur (1933/46)

### Für drei Klaviere und Orchester
- Johann Sebastian Bach: Konzert d-Moll für drei Cembali, Streicher und Basso Continuo BWV 1063
- Wolfgang Amadeus Mozart: Konzert F-Dur für drei Klaviere und Orchester KV 242 (1776)

### Für vier Klaviere
- Carl Czerny:
  - Quatuor concertant für vier Piano-Forte über mehrere beliebte Melodien C-Dur op. 230 (1830)
- Philip Glass:
  - Two Movements for Four Pianos (2013)

### Für sechs Klaviere
- Steve Reich:
  - Six Pianos (1973)

## Sonstige Werke
Sergei Prokofiev: Märsche C-Dur (1897), C-Dur (1899), F-Dur (1899), F-Dur (1899), Stück d-Moll (1900), Stück mit Zither, unvollständig (1900), Bagatelle Nr. 1 c-Moll (1901)

## Namhafte Klavierduos (Klassik)
- Anderson & Roe
- Vera Appleton & Michael Field
- Martina & Kristina Bauer
- Martha Argerich & Nelson Freire
- Klavierduo Chipak & Kushnir
- Sanja Bizjak & Lidija Bizjak
- Duo Crommelynck (Patrick Crommelynck und Taeko Crommelynck (geb. Kuwata))
- Duo d'Accord (Lucia Huang & Sebastian Euler)
- Duo Shalamov (Alina Shalamova & Nikolay Shalamov)
- Massimiliano Damerini & Marco Rapetti
- Dora Deliyska & Luca Monti
- Pascal Devoyon & Rikako Murata
- Christoph Eschenbach & Justus Frantz
- Genova & Dimitrov Piano Duo (Aglika Genova & Liuben Dimitrov)
- GrauSchumacher Piano Duo
- Klavierduo Gröbner & Trisko
- Anastassija Gromoglassowa & Ljubow Gromoglassowa
- Jimin Oh-Havenith & Raymund Havenith
- Klavierduo Hayashizaki & Hagemann
- Babette Hierholzer & Jürgen Appell
- Andrej Hoteev & Olga Hoteeva
- Lucas & Arthur Jussen
- Stephan Kaller & Pavol Kovac
- Kanazawa-Admony Piano Duo (Tami Kanazawa und Yuval Admony)
- Mari Kodama & Momo Kodama
- Klavierduo Kolodochka
- Alfons & Aloys Kontarsky
- Johannes und Eduard Kutrowatz
- Katia und Marielle Labèque
- Carles Lama & Sofia Cabruja
- Josef und Rosina Lhévinne
- Christina und Michelle Naughton
- Ferhan & Ferzan Önder
- Anthony & Joseph Paratore
- Güher und Süher Pekinel
- Duo Petrof
- Klavierduo Soós-Haag (Adrienne Soós & Ivo Haag)
- Schemann Klavierduo
- Hans und Kurt Schmitt
- Yordanova & Kyurkchiev Piano Duo
- Cyril Smith & Phyllis Sellick
- Sontraud Speidel & Evelinde Trenkner
- Hans-Peter Stenzl & Volker Stenzl
- Shan-shan Sun & Per Tengstrand
- Norie Takahashi und Björn Lehmann
- Duo Tal & Groethuysen
- Duo Tsuyuki & Rosenboom
- Duo ShinPark (Clara Mijung Shin & Samuel Sangwook Park)
- Anna und Ines Walachowski
- Christina und Michelle Naughton
- Begoña Uriarte & Karl-Hermann Mrongovius
- Wiener Klavierduo Krassimira Jordan & Thomas Kreuzberger
- Novi Piano Duo (Anna Wielgus & Grzegorz Nowak)

## Namhafte Klavierduos (Jazz und Pop)
- Albert Ammons & Pete Johnson – Film (1944)
- Bill Charlap & Renee Rosnes
  - Album Double Portrait (Blue Note, 2010)
- Chick Corea & Nicolas Economou
  - Album On Two Pianos (1982)
- Chick Corea & Friedrich Gulda
  - Album The Meeting (1982), auch als DVD
- Chick Corea & Hiromi Uehara
  - Album Duet (2008)
- Chick Corea & Stefano Bollani
  - Album Orvieto (2011)
- Dorothy Donegan & Gene Rodgers – Film Sensations of 1945 (1944)
- Ferrante & Teicher
- Yngve Guddal & Roger T. Matte
  - Album Genesis for Two Grand Pianos (2002)
  - Album Genesis for Two Grand Pianos Vol. 2 (2005)
- Dave Grusin & Don Grusin
  - Album One Night Only (2011)
- Dave Grusin & John F. Hammond
  - Film Die fabelhaften Baker Boys (1989, mit Michelle Pfeiffer, Gesang)
- Herbie Hancock & Chick Corea
  - Album An Evening With Herbie Hancock & Chick Corea (1978)
- Bernd Lhotzky & Chris Hopkins
  - Album Tandem (2005)
  - Album Partners in Crime (2012)
- Bernd Lhotzky & Ralph Sutton
  - Album Stridin' High (1998)
- Marek & Vacek
- Brad Mehldau & Kevin Hays
  - Album Modern Music (2011)
- Benyamin Nuss & Max Nyberg
  - Album Mia Brentano's Hidden Sea: 20 Songs for 2 Pianos (Mons Records, 2018)
- Piano Battle (Andreas Kern & Paul Cibis)
- André Previn & Russ Freeman
  - Album Double Play! (1957)
- Cecil Taylor & Mary Lou Williams
  - Album Embraced (1977)
- David & Götz (seit 2009)